# Paul Thomas Anderson
Paul Thomas Anderson, znany także jako P. T. Anderson (ur. 26 czerwca 1970 w Studio City) – amerykański reżyser, scenarzysta i producent filmowy.

## Życiorys
Urodził się w Studio City jako syn Edwiny (z domu Gough) i Erniego Andersa (1923-1997). Jego rodzina miała korzenie irlandzkie, szwedzkie, angielskie, francuskie, kanadyjskie i szkockie. Wychowywał się w San Fernando Valley. Uczęszczał do Buckley School, John Thomas Dye School, Campbell Hall School, Cushing Academy i Montclair Prep.
W wieku 18 lat zrealizował 30-minutowy mockument wideo The Dirk Diggler Story (1988) z Rusty Schwimmer, opowieści o gwiazdorze porno Johnie Holmesie i jego 13-calowym penisie, co stało się później inspiracją Boogie Nights (1997).
Po ukończeniu Santa Monica College, przez dwa semestry uczęszczał do Emerson College, gdzie wykładowcą był David Foster Wallace, i przez dwa dni studiował na Uniwersytecie Nowojorskim.
Jego film krótkometrażowy Cigarettes & Coffee (1993) z udziałem Philipa Bakera Halla i Miguela Ferrera prezentowany był podczas Sundance Festival Shorts Program. Dramat kryminalny Sydney (1996) z  Philipem Bakerem Hallem, Johnem C. Reillyem i Gwyneth Paltrow był nominowany do nagrody na Festival du cinéma américain w Deauville.
W 2001 związał się z Mayą Rudolph. Mają czworo dzieci: trzy córki – Pearl Minnie (ur. 15 października 2005), Lucille (ur. 6 listopada 2009) i Minnie Ida (ur. 2013) oraz syna Jacka (ur. 3 lipca 2011).

## Filmografia
reżyser i scenarzysta
- The Dirk Diggler Story (1988)
- Cigarettes & Coffee (1993)
- Sydney (1996)
- Boogie Nights (1997)
- Flagpole Special (1998)
- Magnolia (1999)
- SNL Fanatic  (2000)
- Lewy sercowy (Punch-Drunk Love, 2002)
- Couch (2003)
- Mattress Man Commercial (2003)
- Blossoms & Blood (2003)
- Aż poleje się krew (2007)
- Mistrz (2012)
- Wada ukryta (2014)
- Nić widmo (2017)
- Licorice Pizza (2021)
- The Battle of Baktan Cross (2025, w produkcji)

## Nagrody
| Rok  | Nagroda                                | Kategoria                                            | Film                      |
| ---- | -------------------------------------- | ---------------------------------------------------- | ------------------------- |
| 2000 | Nagroda na 50. MFF w Berlinie          | Złoty Niedźwiedź                                     | Magnolia (1999)           |
| 2000 | Nagroda na 50. MFF w Berlinie          | Nagroda Specjalna                                    | Magnolia (1999)           |
| 2002 | Nagroda na 55. MFF w Cannes            | Najlepszy reżyser                                    | Lewy sercowy (2002)       |
| 2007 | Austin Film Critics Association (AFCA) | Najlepszy reżyser                                    | Aż poleje się krew (2007) |
| 2008 | Nagroda na 58. MFF w Berlinie          | Najlepszy reżyser                                    | Aż poleje się krew (2007) |
| 2012 | 69. MFF w Wenecji                      | Srebrny Lew                                          | Mistrz (2012)             |
| 2012 | 69. MFF w Wenecji                      | Nagroda Międzynarodowej Federacji Krytyków Filmowych | Mistrz (2012)             |
| 2014 | 30. Independent Spirit Awards          | Nagroda Roberta Altmana                              | Wada ukryta (2014)        |
| 2022 | Nagroda Brytyjskiej Akademii Filmowej  | Najlepszy scenariusz oryginalny                      | Licorice Pizza (2021)     |